# El súcubo (episodio de South Park)
«El súcubo» («The Succubus» como título original) es el tercer episodio de la tercera temporada de South Park. Es el 34to episodio de toda la serie.

## Trama
Cartman tiene que ir al oftalmólogo local, a quien odia porque el médico siempre se burla de su obesidad, refiriéndose a él como "Puerquito ". El oculista le dice a Cartman que tiene mala visión y tiene los ojos dilatados, y el doctor le pone gotas que le dejan los ojos aturdidos. Más tarde, él y los otros chicos descubren que Chef ha dejado su trabajo en la Cafetería de la Escuela Primaria de South Park y ha sido sustituido por el Sr. Derp, un cliché de personaje de dibujos animados, satirizando Pauly Shore, que intenta (y no lo logra) ganar la confianza de los niños con sus malos gags cómicos estilo Slapstick.
A continuación, averiguan que el Chef tiene una nueva novia, Verónica, que ha causado el cambio en la vida de Chef a un hombre que no usa a las chicas como objetos sexuales. También es muy aficionado a cantar el tema de amor de La aventura del Poseidón, "Habrá un Lindo Amanecer" en un momento inadecuado. Los chicos creen que ella está tratando de llevarles a Chef lejos de ellos y se preocupan cuando descubren que los dos están pensando en casarse. Con el tiempo Chef termina trabajando de oficinista y promete a los chicos jugar más tarde con ellos pero desgraciadamente les incumple. Cartman luego de visitar de nuevo al oftalmólogo recibe un par de gruesas gafas de montura que luego son grapadas a la cabeza para que no las puede quitar lo que provoca la burla de sus amigos.
Como no podían ir con el Chef, los chicos buscan el consejo del Señor Garrison, quien sugiere que Verónica es un súcubo (un demonio enviado desde el infierno para succionar la vida de los hombres). Los muchachos van a advertir de esto al Chef, pero se encuentran con sus padres, que les dicen acerca de sus frecuentes reuniones con el monstruo del lago Ness, alegando que la bestia está acechando, y constantemente molestando pidiendo ($ 3,50). (Esta es una toma en bromas constantes en su mayoría de los comediantes negros, como Richard Pryor, acerca de las personas poco comunes que piden dinero o comida en tiempos difíciles.)
Mientras tanto, un intento fallido en la cirugía ocular (aconsejada por Chef) con láser deja a Cartman ciego temporalmente. Mientras los demás se burlan de él, Verónica viene a visitarlos. Se las arregla para convencerlos de que ella no es un monstruo, pero, tal como ella está a punto de salir, de repente toma una cara demoníaca, riendo como una maníaca y declarando que no pueden impedirle casarse con Chef. Los chicos tratan de decirle al Chef en la cena de ensayo, pero Chef se enoja con ellos y los saca. Luego van a la casa de Cartman para formular un plan para detener la boda .
Los chicos descubren que un súcubo controla las mentes de los hombres con una melodía y si la cantan al revés lo destruirán. Recuerdan que Verónica siempre canta "Habrá un Lindo Amanecer" y proceder a aprender a cantar la canción al revés. En la boda, los chicos ponen una cinta de la canción al revés mientras que Stan y Kyle cantan las palabras en orden inverso. Verónica comienza a perder su dominio sobre su forma humana. Cuando la cinta se atasca, se despega de su disfraz humano y se convierte en un monstruo de ojos rojos, alas de murciélago y destruyendo la iglesia mientras que los padres de Chef tratan de darle $3.50. Cuando los chicos terminan de cantar la canción, Verónica es succionada al infierno. Chef ya no está bajo su hechizo y pide disculpas a los chicos por ignorarles.
Cartman regresa a su optometrista, quien le dice que padece astigmatismo tendrá que usar anteojos. El problema se resuelve al convencer al médico para que le diera un ojo de trasplante, con la cabeza congelada de Kenny como donante. Cuando el optometrista comienza la operación, le pide  $ 3.50, lo que sugiere que los cuentos de los padres del chef no fueron inventados por completo.